# Сибирска мачка
Сибирска мачка је велика, интелигентна, веома темпераментна раса домаће мачке, полудуге длаке, врло густог крзна. Претпоставља се да је настала укрштањем сибирске домаће и украјинске дивље мачке. Призната је од ФИФе 1997. године.

## Карактеристике
Глава ове мачке је масивна, заобљена и нешто дужа него шира. Чело је широко, благо заобљено. Нос је средње дуг и широк, у профилу има лагано удубљење.
Уши су средње величине, заобљеног врха, богате чуперцима. Очи су велике, благо заобљене и косо постављене. Иако су дозвољене све боје, пожељно је да буду зелене.
Ноге су средње високе, великих шапа. Реп је дуг, обрастао густом длаком.